# Ecuadorianische Männer-Handballnationalmannschaft
Die ecuadorianische Männer-Handballnationalmannschaft repräsentiert den Handballverband Ecuadors als Auswahlmannschaft auf internationaler Ebene bei Länderspielen im Handball gegen Mannschaften anderer nationaler Verbände.

## Geschichte
Die Federación Ecuatoriana de Balonmano ist seit 2006 Mitglied in der Internationalen Handballföderation (IHF) und seit 2019 in der Süd- und zentralamerikanischen Handballkonföderation (SCAHC). Für ein großes internationales Turnier konnte sich die Auswahl bisher nicht qualifizieren.
Ihr erstes Turnier bestritt die Auswahl bei den Juegos Bolivarianos 2013, wo sie ihr Auftaktspiel gegen Peru mit 27:26 gewann. Gegen Kolumbien, Venezuela und Guatemala folgten deutliche Niederlagen, so dass Ecuador die Gruppe auf dem vierten Platz beendete.
Bei der IHF South and Central American Emerging Nations Championship, einem vom Weltverband ausgerichteten Turnier für Handballentwicklungsländer in Süd- und Zentralamerika, gewann die Mannschaft 2018 in der Gruppenphase mit 41:30 gegen El Salvador und 44:25 gegen Honduras. Im dritten Spiel unterlag sie Gastgeber Kolumbien mit 24:35. Im Viertelfinale scheiterte sie knapp mit 31:32 an Peru und belegte nach einem 39:30 über Honduras und einem 24:35 gegen Costa Rica den sechsten Rang.